# ARIEL (космический аппарат)
ARIEL (Atmospheric Remote-sensing Infrared Exoplanet Large-survey, Атмосферный инфракрасный исследователь экзопланет дистанционного зондирования) — находящийся в разработке космический телескоп, который планируется запустить в 2029 году в рамках четвёртой миссии среднего класса Cosmic Vision Европейского космического агентства. Планируется, что с помощью телескопа будут исследованы не менее 1000 экзопланет при помощи транзитного метода.

## Описание
ARIEL проведёт первое масштабное исследование химического состава атмосфер экзозпланет с целью изучения фундаментальных вопросов о формировании планетарных систем и об их эволюции. При помощи спектрометра будет изучен состав газов в атмосферах экзопланет.
Миссия ARIEL разрабатывается консорциумом различных институтов, входящих в Европейское космическое агентство, включая Венский университет, Лёвенский католический университет, Льежский университет, Датский технический университет, Комиссариат по атомной и альтернативным видам энергии, Национальный центр космических исследований, Парижский институт астрофизики, обсерватории Марселя, Лазурного берега и Парижа, Общество Макса Планка, Гамбургский университет, Нидерландский институт космических исследований, Амстердамский университет, Делфтский технический университет, Лейденский университет, Польскую академию наук, Европейский центр космической астрономии, Институт космических наук, Канарский институт астрофизики, Бернский университет, Британский технологический центр астрономии, Кардиффский университет, Эксетерский университет, Хартфордширский университет, Килский университет, Лестерский университет, Лондонский университет и Оксфордский университет, а также международный консорциум из представителей четырёх стран, не входящих в ЕКА — Канады (Монреальский университет и Торонтский университет), Японии (Токийский технологический институт и Осакский университет), Мексики (Национальный автономный университет Мексики) и США (Калифорнийский технологический институт, Лунная и планетарная лаборатория, Лаборатория реактивного движения, Лунно-планетный институт, Университет штата Аризона, Чикагский университет и Принстонский университет). Ответственным исполнителем проекта является Джованна Тинетти из Университетского колледжа Лондона, ранее работавшая над отменённой миссией Exoplanet Characterisation Observatory. Управление аппаратом будет осуществляться совместно Европейским космическим агентством и консорциумом разработчиков. Управление аппаратом будет производиться из Европейского центра управления космическими полётами (Дармштадт, Германия), а архивированием и обработкой полученной информации займётся Европейский центр космической астрономии (Мадрид, Испания).
В августе 2017 года НАСА выбрало миссию ARIEL как «партнёрскую миссию» в рамках программы «Эксплорер». НАСА должно предоставить два датчика системы точного наведения (fine guidance sensors) для аппарата ARIEL в обмен на участие США в научной программе. В ноябре 2019 года миссия была официально утверждена.

## Космический аппарат
Дизайн космического аппарата ARIEL основан на дизайне отменённой миссии Exoplanet Characterisation Observatory, а также на разработках тепловых расчётов аппарата «Планк». Аппарат будет состоять из двух основных модулей: сервисного модуля (SVM) и модуля полезной нагрузки (PLM), термически изолированных друг от друга. Сервисный модуль, находящийся в «нижней» части аппарата, сконструирован в виде «сэндвича» из трёх алюминиевых V-образных пазов и трёх пар стеклопластиковых опор, над которыми расположится модуль полезной нагрузки (с оптической установкой, телескопом и инструментами). Термический «щит» должен обеспечить пассивное охлаждение модуля полезной нагрузки до 55K. Все научное оборудование будет расположено за его главным зеркалом размером 1,1 × 0,7 метра. На момент запуска аппарат будет иметь массу около 1200 кг (с топливом), без топлива масса аппарата составит около 850 кг, из которых масса модуля полезной нагрузки составит около 300 кг.

### Телескоп
Телескоп аппарата будет использовать овальное зеркало размером 1,1 × 0,7 метра в качестве главного. Дифракционный предел составит около 3 µm, относительное отверстие (f) — 13,4. Аппарат будет получать изображения из оптического и ближнего инфракрасного диапазона. Инфракрасный спектроскоп будет пассивно охлаждаться до температуры 55 K (−218,2 °C).

## Запуск и траектория
Запуск аппарата ARIEL планируется на середину 2029 года посредством ракеты-носителя Ariane 6-2 с космодрома «Куру» во Французской Гвиане. Аппарат будет размещён на гало-орбите в точке Лагранжа L2 системы Солнце — Земля.